# William Livingston
William Livingston (ur. 30 listopada 1723 w Albany w stanie Nowy Jork – zm. 25 lipca 1790 w Elizabeth w stanie New Jersey) – amerykański przedsiębiorca, żołnierz i polityk.
W latach 1774–1776 był członkiem Kongresu Kontynentalnego jako delegat z New Jersey.
W 1787 przewodniczył delegacji New Jersey na Konwencji Konstytucyjnej w Filadelfii i był jednym z sygnatariuszy Konstytucji Stanów Zjednoczonych.
Od 1776 roku aż do śmierci w 1790 roku był gubernatorem New Jersey.
Na jego cześć nadano nazwę miejscowości Livingston w stanie New Jersey.